# Lactarius xanthogalactus
Lactarius xanthogalactus é um fungo que pertence ao gênero de cogumelos Lactarius na ordem Russulales. Foi descrito cientificamente pelo micologista norte-americano Charles Horton Peck em 1907.